# 1997년 런던 영화 비평가 협회상
제18회 런던 영화 비평가 협회상은 1998년 3월 5일에 열린 시상식이다.

## 수상 및 후보

### 작품상
- LA 컨피덴셜 - 커티스 핸슨 수상

### 외국어영화상
- 리디큘 - 빠트리스 르꽁트 수상

### 감독상
- LA 컨피덴셜 - 커티스 핸슨 수상

### 작가상
- LA 컨피덴셜 - 브라이언 헬겔랜드 외 1인 수상

### 여우주연상
- 로미오와 줄리엣 - 클레어 데인즈 수상

### 남우주연상
- 샤인 - 제프리 러시 수상

### 영국감독상
- 잉글리쉬 페이션트 - 안소니 밍겔라 수상

### 영국여우주연상
- 미세스 브라운 - 주디 덴치 수상

### 영국남우주연상
- 풀 몬티 - 로버트 칼라일 수상

### 영국작가상
- 풀 몬티 - 사이몬 비우포이 수상

### 영국제작자상
- 풀 몬티 - Uberto Pasolini 수상

### 영국남우조연상
- 내 남자친구의 결혼식 - 루퍼트 에버렛 수상

### 영국여우조연상
- 디스코의 마지막 날 - 케이트 베킨세일 수상

### 영국신인상
- 풀 몬티 - Peter Cattaneo 수상

### 특별상
- 마틴 스코세이지 수상

### 애튼보로우 상
- 풀 몬티 - Peter Cattaneo 수상

### 딜리스 파웰상
- 마이클 케인 수상